# Moses Hess

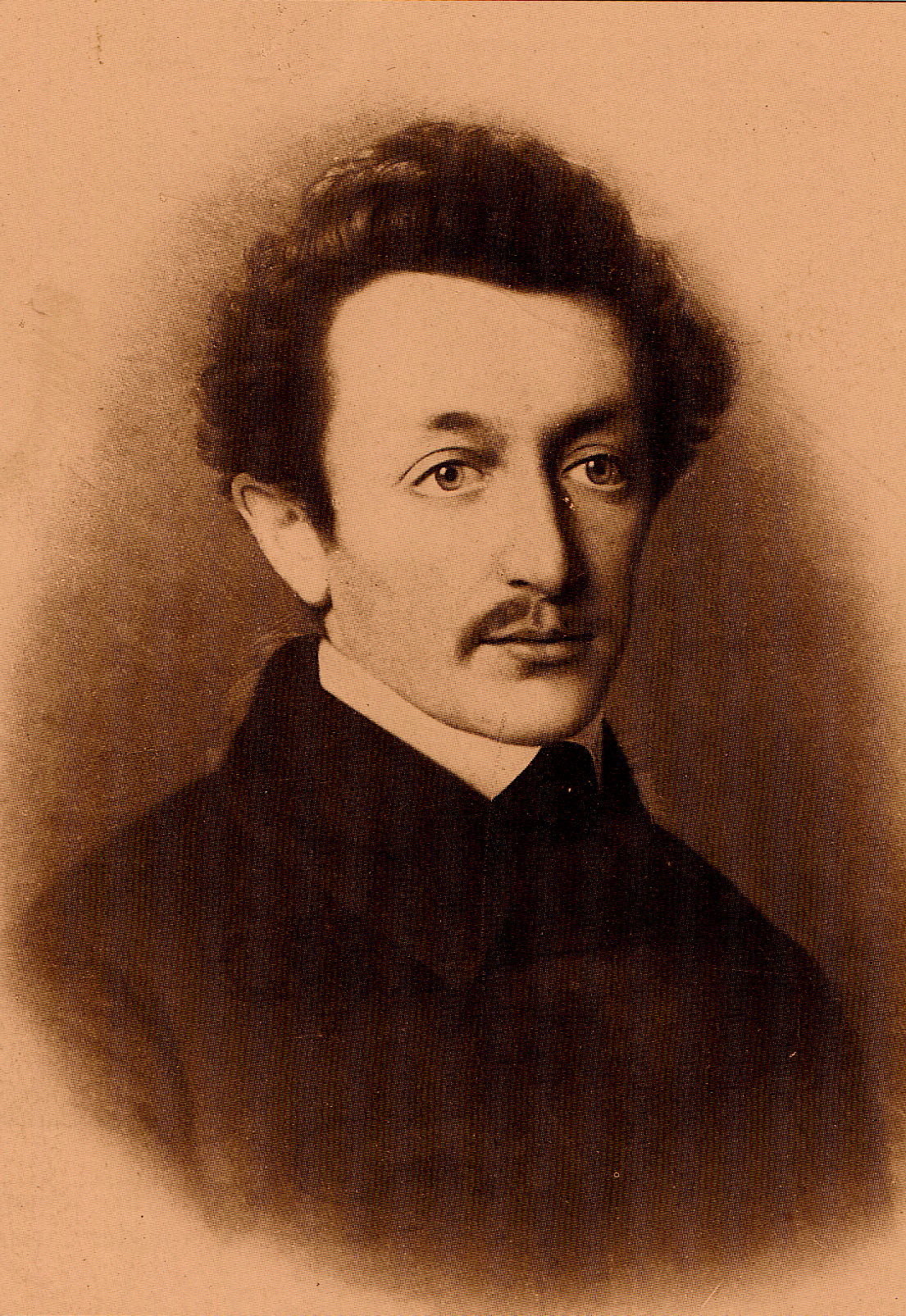
Moses Hess

Moses Hess(sau Moses Heß, cunoscut în ebraică ca Moshé Hess -  משה הס; n. 21 ianuarie 1812, Bonn, Franța – d. 6 aprilie 1875, Paris, Franța) a fost un gânditor și scriitor german-evreu, reprezentant al socialismului timpuriu și precursor al sionismului.

## Copilăria și studiile
Moses Hess s-a născut în 1812, la Bonn, în Germania, pe atunci sub ocupație franceză, într-o familie evreiească religioasă. Bunicul său l-a educat în spiritul tradițional.
Pentru a se deschide spre cultura lumii din jur a învățat singur germana și franceza.
La adolescență a urmat studii de filosofie la Universitatea din orașul natal, fără, însă, a le termina. A înființat apoi una din cele dintâi cotidiene socialiste, la Köln.

## Maturitatea
În 1845 Hess a plecat în Belgia, în 1848 s-a mutat la Paris, apoi în 1849 trecând prin Strasbourg s-a stabilit în Elveția .
Ulterior s-a întors în Belgia, apoi la Paris, unde, cu mai multe întreruperi, a trăit până la sfârșitul vieții. În 1858 el s-a înscris în Loja locală Henri al IV-lea din cadrul Marii Loji  francmasone Grand Orient de France.   
În anul 1862 a revenit pentru o perioada în Germania, unde a stat îin fruntea Uniunii Generale a Muncitorilor Germani (Allgemeiner Deutscher Arbeiterverein). Din 1863 s-a întors la Paris, unde a murit în 1875.

## Opere
- Die heilige Geschichte der Menschheit (1837) Istoria sacră a omenirii
- Die europäische Triarchie (1841) Triarhia europeană
- Sozialismus und Kommunismus (1842) Socialism și comunism
- Die Philosophie der Tat  (1843) Filozofia acțiunii
- Über das Geldwesen  (1845)
- Rom und Jerusalem (1862),  ,Leipzig: Eduard MenglerRoma si Ierusalim versiune electronică a ediției din 1899
- Moses Hess Jüdische Schriften. Hrsg. und eingeleitet von Theodor Zlocisti. Leo Lamm, Berlin 1905 Scrieri iudaice, editate si ingrijite de Theodor Zlocisti, Berlin, Leo Lamm 1905